# La Horra
La Horra település Spanyolországban, Burgos tartományban. La Horra Olmedillo de Roa, Villatuelda, Terradillos de Esgueva, Sotillo de la Ribera, Gumiel de Mercado, Roa de Duero és Anguix községekkel határos. Lakosainak száma 303 fő (2024).

## Népesség
A település népessége az utóbbi években az alábbiak szerint változott:
| Lakosok száma | 442  | 417  | 412  | 400  | 387  | 378  | 357  | 340  | 312  | 303  |
|               | 2001 | 2004 | 2006 | 2009 | 2011 | 2014 | 2016 | 2019 | 2021 | 2024 |